# Fernmeldeturm Lohmar-Birk
Der Fernmeldeturm Lohmar-Birk, offiziell Funkübertragungsstelle Lohmar 1, ist ein 134 Meter hoher Typenturm FMT 2 in Stahlbetonbauweise im Lohmarer Stadtteil Birk im Süden Nordrhein-Westfalens. Der Fernmeldeturm dient seit 1971 als Richtfunkturm, Sendeturm für Mobilfunk und bis 2007 als Standort einer Relaisfunkstelle für den Amateurfunkdienst. Seit August 2009 wird von hier das Hörfunkprogramm Radio Bonn/Rhein-Sieg mit einer effektiven Strahlungsleistung von 500 Watt gesendet.

## Frequenzen und Programme

### Analoger Hörfunk (UKW)
| Frequenz (MHz) | Programm              | RDS PS   | RDS PI | Regionalisierung | ERP (kW) | Antennendiagramm rund (ND)/gerichtet (D) | Polarisation horizontal (H)/vertikal (V) |
| -------------- | --------------------- | -------- | ------ | ---------------- | -------- | ---------------------------------------- | ---------------------------------------- |
| 94,2           | Radio Bonn/Rhein-Sieg | _BONN/SU | D47C   | −                | 0,5      | D (20–60°, 100–230°)                     | H                                        |